# Sauvage
Pour les articles homonymes, voir Sauvage (homonymie).
Vous pouvez aider à l'améliorer ou bien discuter des problèmes sur sa page de discussion.
- Le fond est à vérifier. Si vous venez d’apposer le bandeau, merci d’indiquer ici les points à vérifier. (Marqué depuis janvier 2025)
- Il n'est pas vérifiable et peut contenir des informations totalement erronées. Il est fortement conseillé aux contributeurs d'étayer son contenu par des sources fiables. Sans cela, sa suppression pourrait être envisagée. (si vous venez d'apposer le bandeau, veuillez cliquer sur ce lien pour créer la discussion et en afficher les indications). (Marqué depuis janvier 2025)
- Il peut contenir un travail inédit ou des déclarations non vérifiées. Vous pouvez l’améliorer en ajoutant des références. (Marqué depuis janvier 2025)
- Il peut contenir une synthèse inédite de sources non directement liées au sujet de l'article ou de sources primaires. Vous pouvez aider en ajoutant des sources secondaires centrées sur le sujet de l'article ou en supprimant le contenu problématique. (Marqué depuis janvier 2025)

- Archive Wikiwix
- Bing
- Cairn
- DuckDuckGo
- E. Universalis
- Gallica
- Google
- G. Books
- G. News
- G. Scholar
- Persée
- Qwant
- (zh) Baidu
- (ru) Yandex
- (wd) trouver des œuvres sur Wikidata

Vous pouvez aider à l'améliorer ou bien discuter des problèmes sur sa page de discussion.
- Son contenu est peut-être sujet à caution et doit absolument être sourcé. Si vous connaissez le sujet traité ici, vous pouvez le retravailler à partir de sources pertinentes en utilisant notamment les notes de bas de page. (Marqué depuis janvier 2025)
- Certaines informations devraient être mieux reliées aux sources mentionnées dans la bibliographie ou les liens externes. Améliorez sa vérifiabilité en les associant par des références. (Marqué depuis janvier 2025)
- Il n’est pas rédigé dans un style encyclopédique. (Marqué depuis janvier 2025)
- Il doit être recyclé. La réorganisation et la clarification du contenu sont nécessaires. (Marqué depuis janvier 2025)

- Archive Wikiwix
- Bing
- Cairn
- DuckDuckGo
- E. Universalis
- Gallica
- Google
- G. Books
- G. News
- G. Scholar
- Persée
- Qwant
- (zh) Baidu
- (ru) Yandex
- (wd) trouver des œuvres sur Wikidata

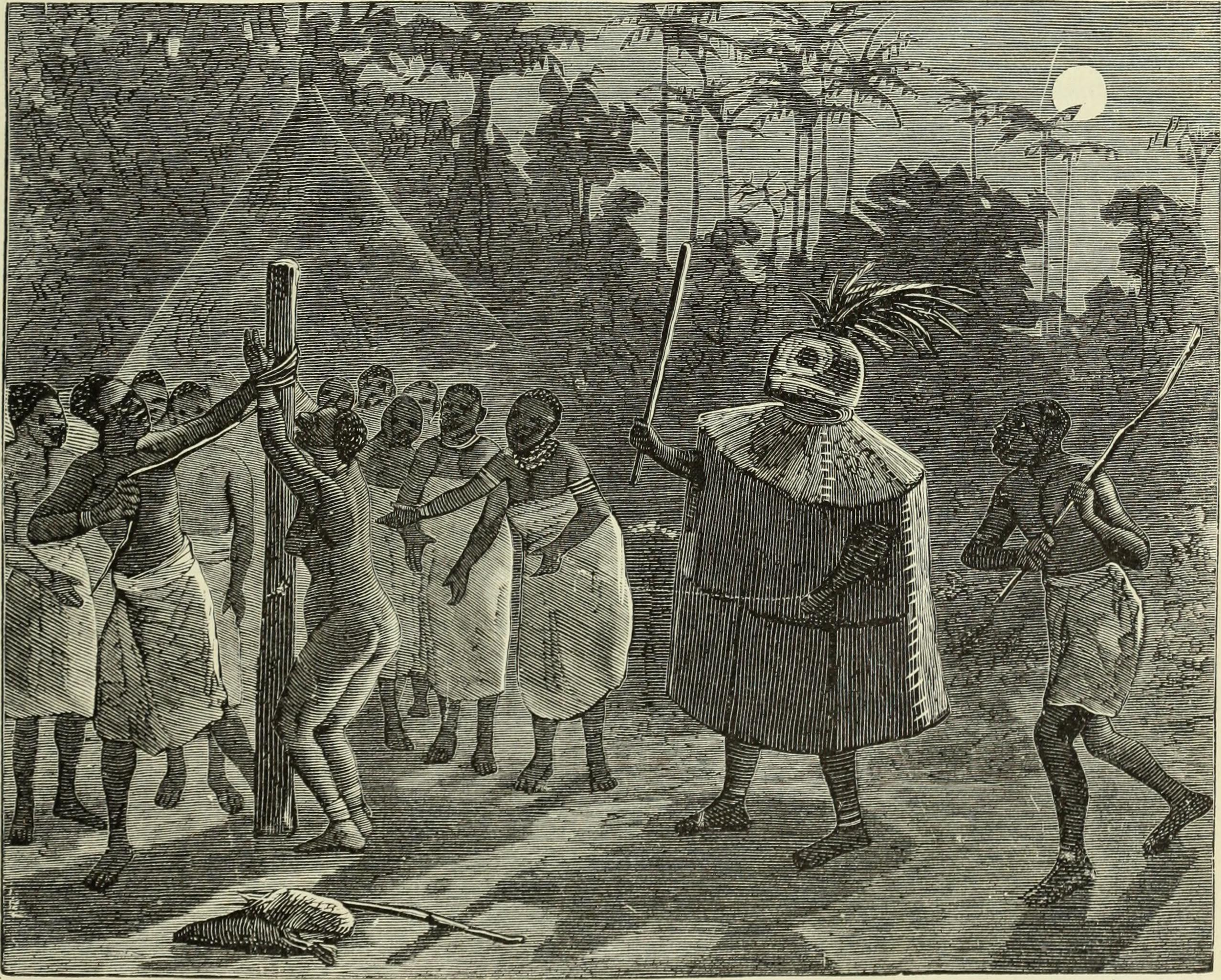
Illustration d'un ouvrage sur Les Races d'hommes non civilisés de tous les pays du monde, par l'Américain J. G. Wood, 1877

Comme le mot « barbare », l'adjectif sauvage constitue un antonyme de civilisé. Il n'a cependant pas une dimension aussi évidemment langagière. En effet, si un barbare est quelqu'un qui fait du bruit avec la bouche, faute de parler la langue des civilisés, le sauvage est étymologiquement celui qui habite la forêt, silva en latin (se dit selvaggio en italien ; la selva = la forêt). Il est censé marquer la frontière entre l'humanité et l'animalité. On [Qui ?] se demandait encore au XVIIIe siècle si certains grands singes n'étaient pas des humains sauvages (voir aussi Les Animaux dénaturés de Vercors). Ainsi l'orang-outan est étymologiquement l'homme de la forêt, en malais « orang hutan ».  
En droit français, l'animal sauvage est un animal « sans maître », donc qui n'appartient à personne (res nullius), et vit « à l'état de liberté naturelle ». Les espèces sauvages sont celles qui « n'ont pas subi de modifications de la part de l'homme ».

## Mythe
Il n'y a pas de peuple qui vive à l'état sauvage, ou naturel. L'idée est même contradictoire, puisque pour qu'il y ait un peuple, il lui faut disposer d'un minimum d'institutions, au moins une langue. De fait, les peuples qui ne disposent pas d'État, loin de vivre dans l'anomie, sont souvent ceux qui sont soumis aux règles collectives les plus contraignantes[réf. souhaitée]. D'ailleurs, dans une optique plus ou moins marquée par le scientisme, on tend à assimiler à une forme de sauvagerie la soumission de ces peuples à des rites et des croyances que nous ne comprenons pas. En particulier, l'occidental est à la fois fasciné et mis mal à l'aise par la cruauté de certains rituels, qui révèlent assez crûment la proximité du religieux et de la gestion de la violence. 
Comme le montrent les profondes différences qui existent entre eux, les peuples sans État ne manifestent pas ce qu'est la réalité humaine spontanée, mais seulement une façon particulière d'être homme. Surtout, on n'y trouvera pas de purs individus délivrés de toute aliénation collective, mais plutôt une conception à la fois ritualisée et fusionnelle du groupe.
Il est en fait assez difficile de parler de manière générale de ces peuples divers sans y projeter, ne serait-ce qu'en les nommant collectivement (« peuples primitifs », « peuples premiers », « tribus »), non pas tellement nos propres institutions, mais plutôt leur négatif. Le sauvage est d'abord le fantasme de l'absolument autre, de la transgression. Les hommes du Moyen Âge, lors de leurs fêtes, se déguisaient volontiers en « sauvages », ce qui pour eux ne représentait rien de précis ni de localisé, pas plus par exemple que pour nous Tarzan. Le sauvage est représenté comme une demi-bête, car il participe davantage de la nature que de l'humanité. L'homme préhistorique, vu par les bandes dessinées, n'est généralement pas autre chose.
L'anthropologie a montré que les qualificatifs « sauvage » ou « vierge » tels qu'utilisés par nos sociétés urbaines n'ont pas de traduction exacte au sein des communautés dites indigènes. Dans ce contexte, peut-on encore considérer que les zones protégées doivent nécessairement être dépourvues d'habitants humains ? De plus, une telle stratégie semble vouée à l'échec en ignorant les populations locales, ce pourquoi l'UNESCO a mis en place son programme « Programme Man and Biosphere ». Peut-on vraiment envisager la conservation des habitats naturels sans la coopération de populations locales ou de ceux qui exploitent les ressources naturelles ? [Interprétation personnelle ?]

## Ethnocentrisme
Les choses se corsent quand on projette sur des peuples et des individus réels ce fantasme qui hante la culture. Plus un peuple est attaché à ses propres formes, aux dépens de l'esprit, plus il est tenté de rejeter les autres formes dans la barbarie ou la nature. Claude Lévi-Strauss rappelle que l'attitude la plus ancienne et la plus spontanée consiste à « répudier purement et simplement les formes culturelles » qui sont les plus éloignées des nôtres. Sans crainte de la contradiction, nous parlerons d'« habitudes de sauvages ». Des manières de vivre, de croire ou de penser qui nous sont étrangères, ou qui nous paraissent telles, remettent en cause la nécessité de nos propres conceptions, nous rappellent que ce qui nous paraît aller de soi est finalement l'expression d'un conditionnement toujours fragile. Paradoxalement, nous rejetons l'autre dans la nature au moment où il nous rappelle que nous sommes très peu naturels. Plus simplement, une autre norme que la nôtre est d'abord perçue comme absence de norme, ou anormalité.
Selon Lévi-Strauss, toujours, il y a derrière des épithètes comme barbare, dans l'Antiquité, ou sauvage, à son époque, un même jugement : le terme sauvage, qui veut dire de la forêt, évoque un genre animal, comme le Barbare était celui qui, ne parlant pas grec, était réputé ne pas disposer de langage humain. « Dans les deux cas, on refuse d'admettre le fait même de la diversité culturelle ; on préfère rejeter hors de la culture, dans la nature, tout ce qui ne se conforme pas à la norme sous laquelle on vit ». Or, écrit Lévi-Strauss, cette attitude est justement l'attitude distinctive de ces prétendus sauvages mêmes. Pour de vastes fractions de l'espèce humaine, le mot qui correspond à « homme » désigne en fait les représentants du groupe linguistique concerné, ou de la tribu, ou du village. Les autres hommes ne sont que des copies maladroites de l'humanité véritable, voire des spectres. Ainsi, « c'est dans la mesure même où l'on prétend établir une discrimination entre les cultures et les coutumes que l'on s'identifie le plus complètement avec celles qu'on essaye de nier ». « Le barbare, c'est d'abord l'homme qui croit à la barbarie ». Il y a derrière ces formules mieux que du relativisme, puisque Lévi-Strauss voit dans l'ethnocentrisme une forme d'inculture, faite d'indifférence (ou d'hostilité) aux autres formes culturelles que les nôtres.

## Interculturalité et illusions d'optique
Non que l'homme soit partout le même, ce qui serait encore négation de la différence. C'est précisément l'incompréhension ou l'indifférence de l'observateur occidental pour les préoccupations des peuples exotiques qui le conduisent à nier chez eux toute évolution, note encore Claude Lévi-Strauss. Ils ne sont pas dépourvus d'histoire, mais ils ne vont pas dans la même direction que nous; ils sont par exemple indifférents aux progrès techniques ou ne travaillent pas à constituer des empires. 
Henri Bergson, répondant en son temps à l'ethnologue Lucien Lévy-Bruhl, lequel croyait en une différence radicale de mentalité entre le civilisé et le « sauvage », avait déjà remarqué que les peuples qui accordaient une grande importance à la magie n'avaient pas à proprement parler une autre logique que la nôtre. La civilisation occidentale n'est pas radicalement imperméable aux procédures magiques. Seulement, nous n'avons pas laissé la pratique magique proliférer et tout envahir, quand ces peuples ont persévéré continûment dans cette direction-là. Tous les hommes possèdent des techniques, un art, des connaissances, une organisation sociale. Mais chaque culture privilégie certaines préoccupations ou valeurs, et il faut se demander pourquoi.
À l'occasion de la venue en Europe de « cannibales », Michel de Montaigne, dont on ne saurait réduire l'analyse au seul thème du "bon sauvage", avait su percevoir que les prétendus sauvages, s'ils ne venaient pas tout droit de quelque paradis terrestre, n'étaient pas plus cruels que les Européens, et même plutôt moins. Ils disposaient d'autres institutions qu'eux, ignorant en particulier l'État et la monarchie héréditaire; mais les leurs ne manquaient pas de bon sens. 
Ce n'est pas que la monarchie ou la chefferie soient des conventions au fond équivalentes ; elles reposent sur des exigences distinctes. La monarchie héréditaire permet la continuité du pouvoir, au prix de la subordination des qualités individuelles à l'institution. La fonction est moins l'attribut de la personne que la personne l'organe de la fonction; aussi notre "cannibale" de trouver fort étrange qu'un homme fait, fort et armé, puisse obéir au rejeton royal. Pour lui, le chef est celui qui marche le premier à la guerre. Dans la mesure où il sert la collectivité, par son courage ou sa générosité, Il obtient bien d'elle quelques marques d'honneur ; il n'en est pas le maître. Les anthropologues d'inspiration anarchiste voudront même penser que loin d'être primitifs ou attardés, incapables de concevoir l'État, les peuples sans État travaillent consciemment à tout faire pour éviter sa formation. C'est là un avatar du thème rousseauiste du "bon sauvage".
On peut aussi renvoyer, à propos de l'imprégnation de la magie dans la culture indigène  au temps du rêve des Aborigènes d'Australie.